# Reteporella granulata
Reteporella granulata är en mossdjursart som först beskrevs av William MacGillivray 1869.  Reteporella granulata ingår i släktet Reteporella och familjen Phidoloporidae. Inga underarter finns listade i Catalogue of Life.